# Narušení P-symetrie
Obrácení parity je v kvantové mechanice obrácení znaménka jedné prostorové souřadnice. Ve trojrozměrném prostoru to může znamenat obrácení znaménka všech tří prostorových souřadnic, při kterém získáme objekt středově souměrný s původním objektem.
P-symetrie znamená, že fyzikální děje při obrácení parity probíhají stejně.
Chování kvantového systému (např. složené částice) při obrácení parity je popsáno kvantovým číslem parity, značeným P, které je kladné (+) pro sudou paritu, tedy P-symetrické soustavy.
Experiment provedený v roce 1956 týmem, který vedla Chien-Shiung Wu, přesvědčivě ukázal, že slabá interakce P-symetrii narušuje, protože k některým dějům nedochází stejně často jako k jejich zrcadlovému obrazu.
Následně se ukázalo, že P-asymetrii pozorovali a popsali již roku 1928 R. T. Cox, C. G. McIlwraith a B. Kurrelmeyer, ale nebyli schopni vysvětlit její příčinu.